# Donato (település)
Donato (piemontiul: Donà) település Olaszországban, Piemont régióban, Biella megyében. Lakosainak száma 702 fő (2023. január 1.). Donato Mongrando, Andrate, Chiaverano, Netro, Sala Biellese, Graglia és Settimo Vittone községekkel határos.

## Népesség
A település lakossága az elmúlt években az alábbi módon változott:
| Lakosok száma | 697  | 707  | 702  |
|               | 2017 | 2018 | 2023 |